# Christine Muttonen

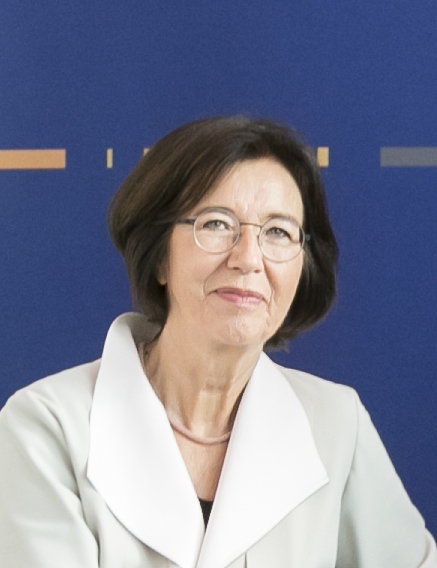
Christine Muttonen 2017

Christine Muttonen (* 16. Juli 1954 in Leoben) ist eine Politikerin der Sozialdemokratischen Partei Österreichs (SPÖ). Von 1999 bis 2017 war sie mit Unterbrechung Abgeordnete zum Nationalrat.

## Leben
Muttonen studierte Geschichte und Anglistik an der Universität Wien und spondierte zur Magistra. In der Zeit von 1983 bis 1999 lehrte sie an der HTL Villach. Von 1997 bis 1999 war sie ein Mitglied des Villacher Gemeinderates. Im Jahr 2000 wurde sie auch Mitglied des Landesparteivorstandes der SPÖ Kärnten.
Nach der Wahl 1999 kam Muttonen ins österreichische Parlament, wo sie von 2001 bis 2009 Kultursprecherin der Sozialdemokratischen Parlamentsfraktion war. In der XXIII. Gesetzgebungsperiode vom Oktober 2006 bis Oktober 2008 war sie außerdem als Obfrau des parlamentarischen Kulturausschusses tätig. Seit 2003 ist Muttonen Mitglied der österreichischen Delegation zur Parlamentarischen Versammlung des Europarates. Seit 2005 ist sie Klubvorsitzender-Stellvertreterin der Sozialdemokratischen Parlamentsfraktion – Klub der sozialdemokratischen Abgeordneten zum Nationalrat, Bundesrat und Europäischen Parlament. Muttonen ist zudem Mitglied in der Vereinigung der Europäischen Parlamentarier für Afrika (AWEPA).
Nach der Nationalratswahl in Österreich 2008 hatte Christine Muttonen wegen der geringeren Mandatsstärke ihrer Partei zunächst keinen Sitz mehr im Nationalrat, rückte jedoch durch den Wechsel eines Abgeordneten auf die Ministerbank auf dessen Sitz nach und wurde am 3. Dezember 2008 neuerlich angelobt. 2009 übernahm Muttonen das Amt der Außen- und Europapolitischen Sprecherin der Sozialdemokratischen Parlamentsfraktion. Bei der Nationalratswahl in Österreich 2013 wurde Muttonen erneut für fünf Jahre in den Nationalrat gewählt. Neben dem EU-Unterausschuss, in dem sie als stellvertretende Obfrau fungiert, ist sie Mitglied im  Außenpolitischen Ausschuss, im Hauptausschuss, im Unterrichtsausschuss und im Kulturausschuss.
Muttonen ist verheiratet und hat eine Tochter.

## Parlamentarische Versammlung der OSZE

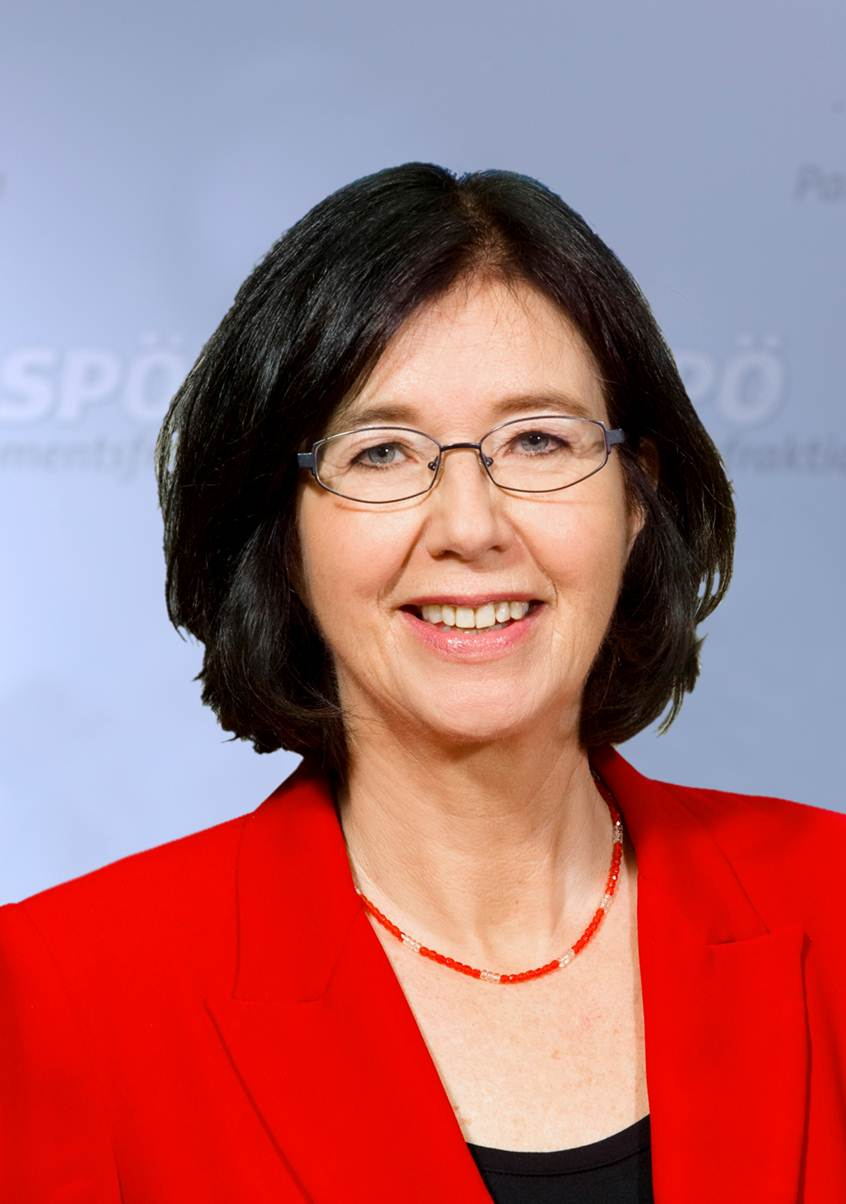
Christine Muttonen 2014

Muttonen wurde im Jahr 2000 Mitglied der österreichischen Delegation zur Parlamentarischen Versammlung der OSZE. Ab 2014 war sie Vizepräsidentin der Versammlung.
Im Januar 2016 wurde sie zur Sonderbeauftragten der Parlamentarischen Versammlung für Zentral- und Ostasien ernannt. Auf der 25. Jahrestagung in Tiflis setzte sie sich am 5. Juli 2016 gegen ihre Mitbewerber Giorgi Zereteli und Alain Néri durch und wurde von den Parlamentariern zur neuen Präsidentin der OSZE-PV gewählt.

## Auszeichnungen (Auszug)
- 2009: Großes Goldenes Ehrenzeichen für Verdienste um die Republik Österreich[5]
- 2019: Großes Silbernes Ehrenzeichen mit dem Stern für Verdienste um die Republik Österreich[6]

## Themen
Muttonen setzt sich außenpolitisch für die Stärkung von Konfliktlösungskapazitäten in internationalen Organisationen ein. Weitere Schwerpunkte sind die Betonung der Rolle von Frauen in Konflikten (v. a. in Zusammenhang mit Resolution 1325 des UN-Sicherheitsrates) sowie nukleare Abrüstung. In der Europapolitik macht sich Muttonen für eine stärkere soziale Dimension der EU stark.